# Державна премія УРСР імені Тараса Шевченка — лауреати 1983 року
Державні премії УРСР імені Тараса Шевченка в галузі літератури, журналістики, мистецтва і архітектури 1983 року були присуджені спільною Постановою Центрального Комітету Компартії України і Ради Міністрів Української РСР № 89 від 21 лютого 1983 р. за поданням Комітету по Державних преміях Української РСР імені Т. Г. Шевченка.

## Список лауреатів
| Галузь                                                     | Лауреат | Обґрунтування |
| ---------------------------------------------------------- | --- | --- |
| Література                                                 | Олійник Борис Ілліч | за збірки поезій «Сива ластівка», «У дзеркалі слова», «Дума про місто». |
| Образотворче мистецтво                                     | Керівники авторської групи: Бойко Володимир Петрович Ліпатов Ростислав Федорович Художники: Кузнецов Геннадій Юхимович Матвєєв Євген Володимирович Новиков Юрій Георгійович Шевченко Михайло Дмитрович Складач: Зубець Анатолій Михайлович Друкар: Хоменко Микола Іванович                                         | за впровадження нових принципів конструювання, оформлення та поліграфічного виконання творів класиків марксизму-ленінізму та видатних діячів комуністичного і робітничого руху (К. Маркс. «Капітал», «Громадянська війна у Франції»; Г. Димитров. «І все-таки вона крутиться!…»). |
| Образотворче мистецтво                                     | Свида Василь Іванович | за горельєф «В сім'ї єдиній». |
| Музика                                                     | Колесса Микола Філаретович | за хорову сюїту «Лемківське весілля» (друга редакція), збірник «Обробки українських народних пісень». |
| Оперно-театральне мистецтво                                | Резнікович Михайло Ієрухімович — режисер-постановник Актори: Добровольський Віктор Миколайович Мажуга Юрій Миколайович Пазенко Анатолій Федорович Смолярова Олександра Захарівна Решетников Анатолій Георгійович Яремчук Лідія Григорівна                                                                          | за створення образу радянського сучасника у виставах «Предел спокойствия», «Кафедра», «Тема с вариациями» у Київському державному ордена Трудового Червоного Прапора академічному російському драматичному театрі імені Лесі Українки.                                            |
| Концертно-виконавська діяльність                           | Державна ордена Трудового Червоного Прапора заслужена капела бандуристів УРСР | за концертні програми останніх років. |
| Архітектура                                                | Керівники робіт: Бутенко Михайло Петрович Стрельцов Василь Омелянович Архітектори, автори проектів: Антонов Анатолій Петрович Луценко Микола Григорович Молівєров Олександр Сергійович Підвезко Анатолій Петрович Ратушний Георгій Вадимович                                                                       | за забудову і благоустрій центру міста Верхньодніпровська Дніпропетровської області. |
| Архітектура                                                | Яворський Анатолій Степанович — інженер, керівник творчого колективу Глибченко Вадим Володимирович — технік-архітектор Іваненко Ірина Олександрівна — мистецтвознавець Куликов Євген Леонідович — скульптор Хабінський Аркадій Семенович — інженер Архітектори: Новиков Лев Володимирович Шкляр Віталій Сергійович | за реставрацію пам'ятника архітектури XVIII ст. — Маріїнського палацу в місті Києві. |
| За кращий твір літератури і мистецтва для дітей та юнацтва | Якутович Георгій В'ячеславович | за ілюстрації до книжок «Повість минулих літ», «Слово про Ігорів похід», «Карби. Чічка. Злодія зловили» М. Черемшини, «Козак Голота» М. Пригари. |